# Leevi Kuuranne

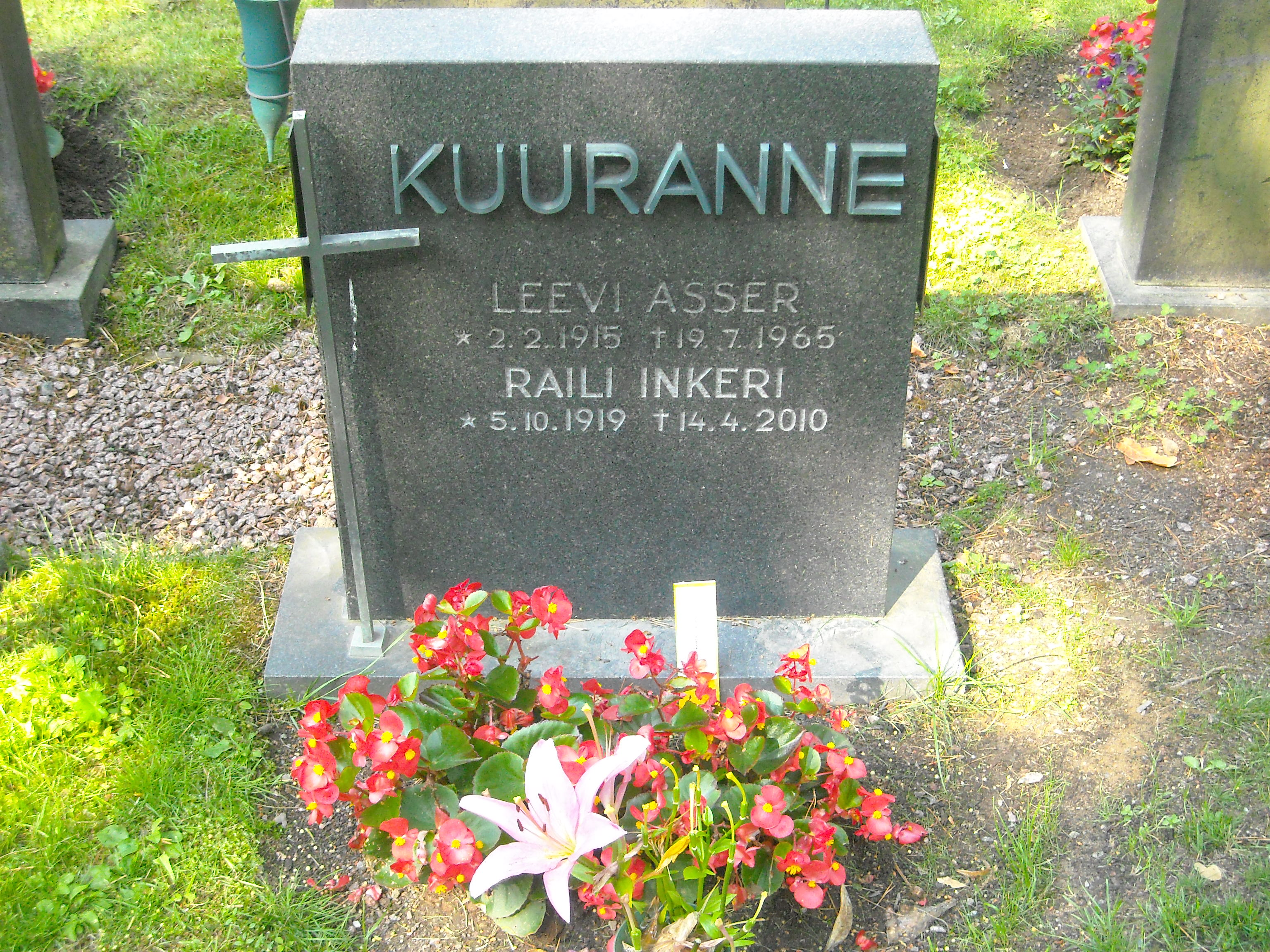
Tumba de Leevi Kuuranne en el Cementerio Honkanummi

Leevi Kuuranne (2 de febrero de 1915 – 19 de julio de 1965) fue un actor teatral, cinematográfico y televisivo finlandés.

## Biografía
Su verdadero nombre era Leevi Asser Lindström, y nació en Tampere, Finlandia. Comenzó su carrera como actor profesional en su ciudad natal, en el Tampereen Teatteri (1939-1940), poco antes de la Guerra de invierno. Finalizada la contienda, y ante de iniciarse la Guerra de continuación, pudo actuar en el Kemin Teatteri (1940-1943). Además, durante esa última guerra perteneció al Karhumäen Teatteri, una formación teatral organizada para prestar entretenimiento en esa época. En 1945 pasó al Työväen Teatteri de Jyväskylä, y en 1946 se mudó al Kaupunginteatteri de Turku, donde interpretó una gran cantidad de papeles teatrales clásicos. En 1955 fue adscrito de nuevo al Tampereen Teatteri, de donde partió en 1959 al Kansanteatteri-Työväenteatteri de Helsinki junto al director Sakari Puurunen, permaneciendo en dicho teatro hasta el año de su muerte. Entre las obras teatrales más destacadas de su repertorio figuran Gustaf III (de August Strindberg, en Turku en 1949), Colombe (de Jean Anouilh, en Turku en 1954), El mercader de Venecia (de William Shakespeare, Turku en 1955), La muerte de un viajante (de Arthur Miller, en Tampere en 1957), Tío Vania (de Antón Chéjov, Tampere en 1958), y Guerra y paz (de León Tolstói, Tampere en 1959).
Además de su trabajo sobre las tablas, Kuuranne fue también actor de teatro radiofónico y televisivo. En cuanto a su faceta cinematográfica, 
Kuuranne actuó, entre otras películas, en la cinta dirigida por Matti Kassila Komisario Palmun erehdys, en la producción de Edvin Laine Sven Tuuva y en la de Jack Witikka Pikku Pietarin piha.
Leevi Kuuranne falleció en Helsinki en 1965, a los 50 años de edad. Fue enterrado en el Cementerio Honkanummi. Había estado casado con Raili Valkola (1919–2010), con la cual tuvo cinco hijos: Veli-Pekka Kuuranne (1947), Jorma Kuuranne (1948), Jukka Kuuranne (1950), Marja-Liisa Kuuranne-Autelo (1954) y Ilkka Kuuranne (1956). Marja-Liisa Kuuranne-Autelo es directora de departamento en la Academia de Teatro de la Universidad de las Artes de Helsinki, y Jukka trabaja para el KOM-teatteri. 

## Filmografía (selección)
- 1954 : Oi, muistatkos
- 1956 : Ratkaisun päivät
- 1958 : Sven Tuuva
- 1960 : Komisario Palmun erehdys
- 1961 : Miljoonavaillinki
- 1961 : Pikku Pietarin piha
- 1962 : Varjostettua valoa
- 1963 : Tie pimeään
- 1963 : Villin Pohjolan salattu laakso